# Asirianismo

La bandera del nacionalismo asirio.

El término asirianismo se refiere al nacionalismo asirio que se originó en el siglo XIX y se opone al panarabismo.
Pretende la unidad del pueblo asirio y la independencia de Asiria. Entiende que forman parte de esta nación, aparte de los cristianos de la Iglesia Ortodoxa Asiria y la Iglesia católica caldea, los cristianos de la Iglesia católica siria y la Iglesia Maronita. Esto es rechazado por los cristianos arameístas, que niegan que los actuales cristianos de Oriente Medio sean descendientes de los asirios históricos. En la diáspora hay rivalidad entre las dos corrientes teológica, en particular en Suecia.
- Datos: Q374142